# Эль-Вафи, Айман
Айман Эль-Вафи (араб. ايمن الوافي‎; род. 11 мая 2004, Камайоре, Тоскана) — мароканский футболист, защитник клуба «Лугано».

## Клубная карьера
Эль-Вафи — воспитанник итальянских клубов «Ливорно» и «Эллас Верона». Летом 2023 года Айман перешёл в швейцарский «Лугано». 29 июля в матче против «Санкт-Галлена» он дебютировал в швейцарской Суперлиге.